# یواس‌اس سالواگر (ای‌آراس (دی)-۳)
یواس‌اس سالواگر (ای‌آراس(دی)-۳) (به انگلیسی: USS Salvager (ARS(D)-3)) یک کشتی بود که طول آن ۲۲۴ فوت ۹ اینچ (۶۸٫۵۰ متر) بود. این کشتی در سال ۱۹۴۵ ساخته شد.